# Kup Srbije 2015-2016
La Kup Srbije u fudbalu 2015-2016 (in cirillico Куп Србије у фудбалу 2015-2016, Coppa di Serbia di calcio 2015-2016), fu la 10ª edizione della Kup Srbije.
Il detentore era il Čukarički. In questa edizione la coppa fu vinta dal Partizan (al suo 4º titolo, 13ª coppa nazionale in totale) che sconfisse in finale lo Javor Ivanjica.

## Formula
La formula è quella dell'eliminazione diretta, in caso si parità al 90º minuto si va direttamente ai tiri di rigore senza disputare i tempi supplementari (eccetto in finale). Gli accoppiamenti sono decisi tramite sorteggio; in ogni turno (eccetto le semifinali, dove il sorteggio è libero) le "teste di serie" non possono essere incrociate fra loro.
La finale si disputa di regola allo Stadio Partizan di Belgrado; se i finalisti sono Partizan e Stella Rossa si effettua un sorteggio per decidere la sede; se i finalisti sono Partizan ed un'altra squadra si gioca allo Stadio Rajko Mitić ("casa" della Stella Rossa).

### Calendario
| Turno                | Numero di incontri | Squadre | Entrano a questo turno                                                                            | Date                      |
| -------------------- | ------------------ | ------- | ------------------------------------------------------------------------------------------------- | ------------------------- |
| Turno preliminare    | 5                  | 37 → 32 | ultime 5 classificate della Prva Liga Srbija 2014-2015 5 squadre vincenti delle coppe regionali   | 2 settembre 2015          |
| Sedicesimi di finale | 16                 | 32 → 16 | 16 squadre della Superliga serba 2014-2015 prime 11 classificate della Prva Liga Srbija 2014-2015 | 28 ottobre 2015           |
| Ottavi di finale     | 8                  | 16 → 8  | –                                                                                                 | 2 dicembre 2015           |
| Quarti di finale     | 4                  | 8 → 4   | –                                                                                                 | 2 marzo 2016              |
| Semifinali           | 2 + 2              | 4 → 2   | –                                                                                                 | 16 marzo / 20 aprile 2016 |
| Finale               | 1                  | 2 → 1   | –                                                                                                 | 11 maggio 2016            |

### Squadre partecipanti
Partecipano 37 squadre: le 16 della SuperLiga 2014-2015, le 16 della Prva liga 2014-2015 e le 5 vincitrici delle coppe regionali 2014-2015.
Le vincitrici delle coppe regionali 2014-2015 sono: ČSK Čelarevo (Vojvodina), Zemun (Belgrado), Loznica (Ovest), Jedinstvo Paraćin (Est) e Mokra Gora (Kosovo e Metochia).
SuperLiga
- Borac Čačak
- Čukarički
- Jagodina
- Javor Ivanjica
- Mladost Lučani
- Metalac
- Novi Pazar
- OFK Belgrado
- Partizan
- Rad Belgrado
- Radnički Niš
- Radnik Surdulica
- Spartak Subotica
- Stella Rossa
- Vojvodina
- Voždovac

Prva liga
- Bačka B. Palanka
- Bežanija
- BSK Borča
- ČSK Čelarevo
- Donji Srem
- Inđija
- Kolubara
- Loznica
- Napredak Kruševac
- Proleter Novi Sad
- Radnički Kragujevac
- Sinđelić Belgrado
- Sloboda Užice
- Sloga Petrovac
- Zemun

Srpska liga
- Jedinstvo Putevi
- Mačva Šabac
- Mokra Gora
- Moravac Mrštane
- Sloga Kraljevo

Zonska liga
- Jedinstvo Paraćin

## Turno preliminare
Viene disputato dalle ultime 5 classificate della Prva Liga Srbija 2014-2015 e dalle 5 vincitrici delle coppe regionali. Il sorteggio si è tenuto il 20 agosto 2015.
| Squadra 1         | Risultato       | Squadra 2        |
| ----------------- | --------------- | ---------------- |
| 02.09.2015        |                 |                  |
| Zemun             | 1 – 0           | Jedinstvo Putevi |
| Loznica           | 2 – 0           | Sloboda Užice    |
| Jedinstvo Paraćin | 0 – 1           | Moravac Mrštane  |
| ČSK Čelarevo      | 1 – 0           | Mačva Šabac      |
| Mokra Gora        | 2 – 2 (7-6 dtr) | Sloga Kraljevo   |

## Sedicesimi di finale
Il sorteggio si è tenuto il 13 ottobre 2015.
| Squadra 1         | Risultato       | Squadra 2           |
| ----------------- | --------------- | ------------------- |
| 27.10.2015        |                 |                     |
| ČSK Čelarevo      | 0 – 1           | Borac Čačak         |
| 28.10.2015        |                 |                     |
| Zemun             | 0 – 1           | Spartak Subotica    |
| Bežanija          | 0 – 0 (6-5 dtr) | Radnički Kragujevac |
| Kolubara          | 0 – 0 (4-5 dtr) | Vojvodina           |
| Inđija            | 1 – 0           | Rad Belgrado        |
| Novi Pazar        | 0 – 2           | Javor Ivanjica      |
| Sloga Petrovac    | 0 – 0 (1-4 dtr) | Voždovac            |
| Loznica           | 1 – 2           | Radnički Niš        |
| Radnik Surdulica  | 1 – 1 (3-4 dtr) | Donji Srem          |
| BSK Borča         | 3 – 1           | Mladost Lučani      |
| Moravac Mrštane   | 0 – 3           | Napredak Kruševac   |
| Bačka B. Palanka  | 1 – 3           | Stella Rossa        |
| Sinđelić Belgrado | 0 – 2           | Partizan            |
| Proleter Novi Sad | 0 – 1           | Jagodina            |
| Mokra Gora        | 1 – 3           | Čukarički           |
| Metalac           | 3 – 3 (6-7 dtr) | OFK Belgrado        |

## Ottavi di finale
Il sorteggio si è tenuto il 18 novembre 2015.
| Squadra 1         | Risultato       | Squadra 2    |
| ----------------- | --------------- | ------------ |
| 02.12.2015        |                 |              |
| OFK Belgrado      | 5 – 0           | Donji Srem   |
| Spartak Subotica  | 3 – 2           | Bežanija     |
| Voždovac          | 0 – 1           | Partizan     |
| Jagodina          | 2 – 0           | BSK Borča    |
| Vojvodina         | 1 – 0           | Inđija       |
| Napredak Kruševac | 0 – 2           | Radnički Niš |
| Javor Ivanjica    | 1 – 1 (4-3 dtr) | Čukarički    |
| Stella Rossa      | 1 – 5           | Borac Čačak  |

## Quarti di finale
Il sorteggio si è tenuto il 24 dicembre 2015.
| Squadra 1      | Risultato       | Squadra 2        |
| -------------- | --------------- | ---------------- |
| 02.03.2016     |                 |                  |
| Borac Čačak    | 2 – 0           | OFK Belgrado     |
| Jagodina       | 0 – 2           | Spartak Subotica |
| Javor Ivanjica | 2 – 2 (5-3 dtr) | Vojvodina        |
| Partizan       | 2 – 0           | Radnički Niš     |

| Arbitro: | Srđan Jovanović |

|  |           |                             |
|  | Marcatori | 89’ (rig.), 90+3’ Mudrinski |

| Arbitro: | Majo Vujović |

|                          |           |  |
| Maslać 63’ Vujaklija 81’ | Marcatori |  |

| Arbitro: | Danilo Grujić |

|                     |                      |                       |
| Docić 25’ Đokić 89’ | Marcatori            | 47’ Ašćerić 69’ Babić |
|                     | Tiri di rigore 5 – 3 |                       |

| Arbitro: | Milorad Mažić |

|                                  |           |  |
| Mihajlović 18’ A. Stevanović 79’ | Marcatori |  |

## Semifinali
Il sorteggio si è tenuto l'8 marzo 2016.
| Squadra 1      | Totale | Squadra 2        | Andata     | Ritorno    |
| -------------- | ------ | ---------------- | ---------- | ---------- |
|                |        |                  | 16.03.2016 | 20.04.2016 |
| Javor Ivanjica | 3 – 2  | Borac Čačak      | 2 – 1      | 1 – 1      |
| Partizan       | 3 – 0  | Spartak Subotica | 0 – 0      | 3 – 0      |

### Andata
| Arbitro: | Dejan Dimitrijević |

|                       |           |            |
| Eliomar 7’ Dražić 49’ | Marcatori | 54’ Kostić |

| Belgrado 16 marzo 2016, ore 18:00 | Partizan   | 0 – 0 | Spartak Subotica | Stadio Partizan (3 000 spett.)\| Arbitro: \| Milan Ilić \| |
| Arbitro:                          | Milan Ilić |       |                  |                                                            |

### Ritorno
| Arbitro: | Bojan Nikolić |

|  |           |                                            |
|  | Marcatori | 2’ Mihajlović 84’ Vlahović 90’ Bandalovski |

| Arbitro: | Vlado Glođović |

|                      |           |                  |
| Vujaklija 55’ (rig.) | Marcatori | 63’ (rig.) Docić |

## Finale
Il 22 aprile 2016 la FSS comunica che la gara di finale si disputerà allo Stadion Metalac di Gornji Milanovac.
| Squadra 1  | Risultato | Squadra 2      |
| ---------- | --------- | -------------- |
| 11.05.2016 |           |                |
| Partizan   | 2 – 0     | Javor Ivanjica |

| Arbitro: | Milorad Mažić (Vrbas) |

| |            | |
| Jovanović 35’ Vlahović 90+7’ | Marcatori  | |
| B. Šaranov M. Jovanović M. Vulićević M. Bogosavac C. Gogoua S. Ilić Everton Luiz D. Brašanac N. Mihajlović (D. Vlahović 72') V. Bozhinov (A. Stevanović 90+5') M. Golubović | Formazioni | V. Đogatović M. Milović I. Josović M. Gajić (78' N. Vujović) Nemanja Miletić Đ. Crnomarković I. Stojaković N. Ajuru (65' Eliomar) J. Đokić M. Docić S. Dražić |
| I. Tomić | Allenatori | M. Dodić |